# مارغريت ماكوري
مارغريت ماكوري (بالإنجليزية: Margaret McCurry)‏ هي مهندسة معمارية أمريكية، ولدت في 1942.